# 井上章一
井上 章一（いのうえ しょういち、1955年1月13日 - ）は、日本の建築史家、風俗史研究者、国際日本文化研究センター所長・教授。

## 経歴
1955年、京都市生まれ。洛星高校を経て、京都大学工学部建築学科で学んだ。1978年に卒業し、同大学大学院工学研究科建築学専攻に進学。1980年に修士課程を修了。
1980年、京都大学人文科学研究所助手に採用された。1987年5月、国際日本文化研究センター助教授に転じた。2002年、同センター教授に昇格。2013年から2016年まで副所長を務めた。2019年11月27日、小松和彦所長の任期満了に伴い、国際日本文化研究センター所長に選出された。任期は2020年4月1日から4年。また、学界では社団法人現代風俗研究会の中心的メンバーである。
その他役職・委員
- 司馬遼太郎賞選考委員
- サントリー学芸賞（社会・風俗部門）選考委員
- 山片蟠桃賞選考委員

## 受賞・栄典
- 1986年『つくられた桂離宮神話』でサントリー学芸賞を受賞。
- 1999年『南蛮幻想』で芸術選奨文部大臣賞。
- 2016年『京都ぎらい』で新書大賞2016を受賞。

## 研究内容・業績
専門は建築史・意匠論であり、生まれ育った京都をフィールドとして古代から現代までの風俗史研究を行っている。
ユニークな視点で広く日本文化について発言しており、その視点には例えば「建築・美人論・男性論・関西文化論・日本文化論・人形論」ほかがある。本来の建築にまつわる著作も発表し続けているが、『パンツが見える。』(2002年)上梓後は「風俗史に転向した」とも発言している。一般には『美人論』で広く名を知られるようになり、一時はよくテレビにも出演していた。美人論では面食いを考察、本人も面食いを公言しており、その正しさを主張した。
人物
- 阪神ファンでもあり、その来歴を踏まえた『阪神タイガースの正体』や『「あと一球っ！」の精神史－阪神ファンとして生きる意味』といった著書もある。
- 趣味は41歳から始めたピアノ(アダルト・ピアノ：おじさん、ジャズにいどむ』(2004)。
- 研究者であるにもかかわらず、スマートフォンもパソコンも持たない主義であると公言している[4]（携帯電話は持っている）。

## 著書
単著
- 『霊柩車の誕生』朝日新聞社 1984
  - 朝日選書 1990年
  - 朝日文庫　2013年[5]
- 『つくられた桂離宮神話』弘文堂 1986
  - 講談社学術文庫 1997年
- 『アート・キッチュ・ジャパネスク：大東亜のポストモダン』青土社 1987
  - 改題『戦時下日本の建築家：アート・キッチュ・ジャパネスク』朝日選書 1995
- 『邪推する、たのしみ：アートから風俗まで』福武書店 1989
- 『ノスタルジック・アイドル 二宮金次郎：モダン・イコノロジー』新宿書房 1989
- 『美人論』（リブロポート 1991
  - 朝日文芸文庫 1996年[6]
- 『美人研究：女にとって容貌とは何か』河出書房新社 1991
- 『美人コンテスト百年史：芸妓の時代から美少女まで』新潮社 1992
  - 朝日文芸文庫 1997年[7]
- 『おんな学事始』文藝春秋 1992
  - 改題『美人の時代』文春文庫 1995
- 『法隆寺への精神史』（弘文堂 1994年）
- 『狂気と王権』紀伊國屋書店 1995年
  - 講談社学術文庫 2008年
- 『関西人の正体』小学館 1995
  - 小学館文庫 2003年
  - 朝日文庫 2016年
  - 朝日新書増補版 2025年
- 『グロテスク・ジャパン』洋泉社 1996
- 『南蛮幻想：ユリシーズ伝説と安土城』文藝春秋 1998
  - 草思社文庫 2021年
- 『人形の誘惑：招き猫からカーネル・サンダースまで』三省堂 1998
- 『愛の空間』角川選書 1999
  - 角川ソフィア文庫 2015年
- 『キリスト教と日本人』講談社現代新書 2001
  - 改題『日本人とキリスト教』角川ソフィア文庫 2013年[8]
- 『阪神タイガースの正体』太田出版 2001
  - ちくま文庫 2008年
  - 朝日文庫 2017年[9]
- 『パンツが見える。：羞恥心の現代史』朝日選書 2002
  - 新潮文庫 2018年[10]
- 『「あと一球っ！」の精神史－阪神ファンとして生きる意味』太田出版 2003
- 『アダルト・ピアノ：おじさん、ジャズにいどむ』PHP新書 2004
- 『名古屋と金シャチ』NTT出版 2005
- 『夢と魅惑の全体主義』文春新書 2006
- 『日本の女が好きである。』PHP研究所 2008
- 『日本に古代はあったのか』角川選書 2008
- 『伊勢神宮　魅惑の日本建築』講談社 2009
  - 改題『伊勢神宮と日本美』講談社学術文庫 2013
- 『ハゲとビキニとサンバの国　ブラジル邪推紀行』新潮新書 2010
- 『妄想かもしれない日本の歴史』（角川学芸出版、2011年）
- 『現代の建築家』ADAエディタトーキョー 2014
- 『京都ぎらい』朝日新書 2015
- 『京女の嘘』PHP新書 2017
- 『京都ぎらい 官能篇』朝日新書 2017
- 『日本の醜さについて 都市とエゴイズム』幻冬舎新書 2018
- 『大阪的　「おもろいおばはん」は、こうしてつくられた』幻冬舎新書 2018
- 『プロレスまみれ』宝島社新書 2019
- 『京都まみれ』朝日新書 2020
- 『ふんどしニッポン 下着をめぐる魂の風俗史』朝日新書 2022
- 『海の向こうでニッポンは』平凡社新書 2023
- 『ヤマトタケルの日本史 女になった英雄たち』中央公論新社 2024

共著
- （高田公理・野田正彰・上野千鶴子・奥野卓司）『現代世相探検学』（朝日選書、1987年）
- （森岡正博）『男は世界を救えるか』（筑摩書房、1995年）
- （永井豪）『けっこう仮面が顔を隠す理由』（メディアファクトリー、1996年）
- （鹿島茂・原武史）『ぼくたち、Hを勉強しています』（朝日新聞社、2003年）
  - 朝日文庫 2006年
- （関西性欲研究会）『性の用語集』（講談社現代新書、2004年）
- （鹿島茂）『京都、パリ　この美しくもイケズな街』（プレジデント社、2018年）
- （本郷和人）『日本史のミカタ』（祥伝社新書、2018年）
- （郭南燕・川村信三）『ミッションスクールになぜ美人が多いのか　日本女子とキリスト教』（朝日新書、2018年）
- （佐藤賢一）『世界史のミカタ』（祥伝社新書、2019年）
- （郭南燕・呉座勇一・フレデリック・クレインス）『明智光秀と細川ガラシャ: 戦国を生きた父娘の虚像と実像』（筑摩選書 2020年）
- （磯田道史）『歴史のミカタ』（祥伝社新書、2021年）
- （青木淳）『イケズな東京　150年の良い遺産、ダメな遺産』（中公新書ラクレ、2022年）
- （工藤美代子）『お帰りやす、天皇陛下。』（ビジネス社、2023年）

編著
- 『性欲の文化史』(1・2) 講談社・講談社選書メチエ 2008
- 『性欲の研究　エロティック・アジア』平凡社 2013
- 『学問をしばるもの』思文閣出版 2017

共編著
- （セップ・リンハルト）『日本人の労働と遊び・歴史と現状』（国際日本文化研究センター 1998年）
- （井波律子）『文学における近代：転換期の諸相』（国際日本文化研究センター 2001年）
- （井波律子）『幸田露伴の世界』（思文閣出版 2009年）
- （三橋順子）『性欲の研究　東京のエロ地理編』（平凡社、2015年）
- （御厨貴）『建築と権力のダイナミズム』（岩波書店、2015年）
- （神崎宣武、白幡洋三郎）『日本文化事典』（丸善出版 2016年）
- （斎藤光）『ヌードの東アジア 風俗の近代史』（淡交社、2023年）

論文
- 「『干蘭』か『高床』か：日中建築比較論のこころみ」『江南文化と日本―資料・人的交流の再発掘』(海外シンポジウム報告書18) 2012年

文庫解説
- 『男おいどん』4巻（著：松本零士 講談社漫画文庫 1996年）
- 『けっこう仮面』1巻（著：永井豪 角川文庫 1996年）

主な出演番組
- NHK
  - にんげんマップ（キャスター）
  - 英雄たちの選択(不定期）
  - “いけず”な京都旅 (不定期）
  - きょうとシアター（NHK京都放送局、2022年4月23日より、第4or第5土曜日10:30～）
- 朝日放送テレビ
  - 「おはようコールABC」（2008年6月25日 - 2015年3月27日、水曜日コメンテーター）
- 関西テレビ放送
  - 「月刊カンテレ批評」（コメンテーター、不定期）
  - 「テレビの木」（コメンテーター、不定期）
  - 「KYOTO塾」（不定期）
- KBS京都、関西テレビ☆京都チャンネル
  - 「京都!ちゃちゃちゃっ」（ゲスト解説、不定期）
  - 「飯星景子の京都からの招待状II」（ゲスト解説）
- サンテレビの阪神タイガース関連の特番（クイズ番組のゲストなど）

など、在阪準キー局や地元KBS京都の番組にゲスト解説で出演することが多い。
主な新聞連載
- 愛媛新聞社

愛媛新聞文化欄『こころの森』
その他活動
- 京阪バス

京都定期観光バス特別企画コース「“京都ぎらい”井上章一先生と行く!!京都再発見ツアー」 - 井上自身がガイドを務めた。